# アメデオ・モディリアーニ
アメデオ・クレメンテ・モディリアーニ（Amedeo Clemente Modigliani、1884年7月12日 - 1920年1月24日）は、イタリアの画家、彫刻家。主にパリで制作活動を行った。芸術家の集うモンパルナスで活躍し、エコール・ド・パリ（パリ派）の画家の一人に数えられる。

## 来歴

### 幼少期

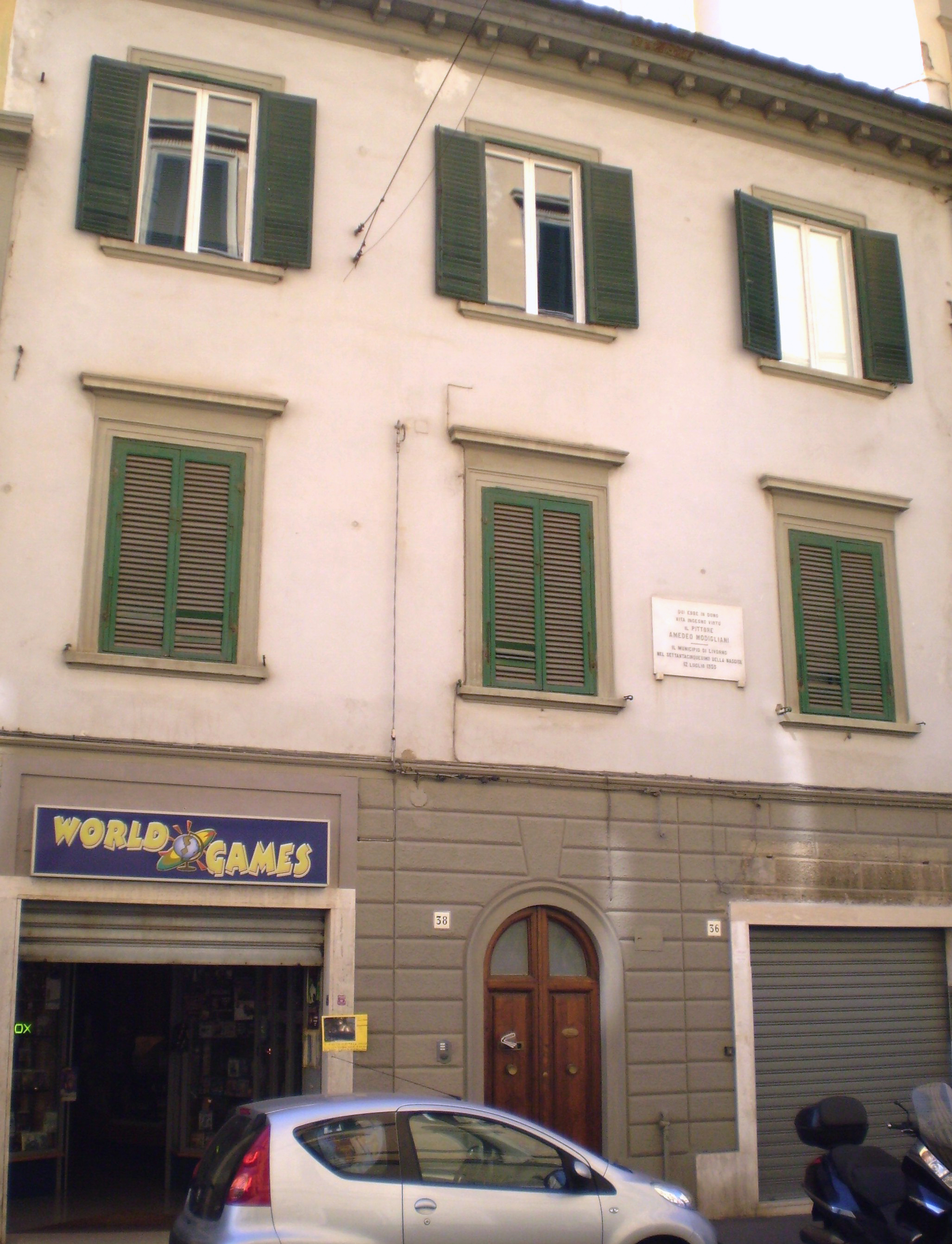
モディリアーニの生家

1884年にトスカーナ地方の都市、リヴォルノのローマ街33番地において、フラミニオ・モディリアーニ（父）とウジェニー・ガルサン（母）の間に、2男1女に続く末っ子として生まれる。
両親はともにセファルディ・ユダヤ系のイタリア人とフランス人である。当時モディリアーニ家は林業や銀鉱を経営していたが、モディリアーニが生まれた年に倒産している。
父フラミニオはモディリアーニの幼少期に旅行をすることが多く、モディリアーニの話し相手になっていたのは母方の祖父イザーク・ガルサンであった。彼は博学で、モディリアーニに芸術や哲学の話を聞かせていた。
一方、母ウジェニー・ガルサンには日記をつける習慣があり、そこからはモディリアーニの芸術の才能に早くから気づいていたことを窺い知ることができる。
1895年の日記にはこう記されている。
「この子の性格はまだ十分形成されていないので、今自分の意見をいえるところに来ていないが、その態度は知能はあるが甘やかされた子供のそれである。このサナギの中に何があるのか、もう少し時期がたてば見えてくるだろう。あるいは芸術家？」

### 学生時代
1898年、14歳のとき、風景画家のグリエルモ・ミケーリのアトリエでデッサンの指導を受けるようになる。
1899年、アトリエで最良の友となるオスカル・ギリアに出会うが、翌1900年、結核に冒される。
明くる1901年、転地療養のため母とナポリ、カプリ、アマルフィ、ローマ、フィレンツェ、ヴェネツィアを旅行する。この際、訪れた教会などで見たイタリア美術、殊に14世紀シエナ派のティーノ・ディ・カマイーノの彫刻に強い感銘を受ける。
このときの強い印象について彼は友人のオスカル・ギリアに何度も手紙を書いている。
1902年、フィレンツェに赴き、裸体画教室に学んだ後、翌1903年にはヴェネツィアに移住し、美術学校に入学する。
そこで、カルパッチョ、ベリーニ、シエナ派の研究を行う。この頃、伯父のアメデ・ガルサンの援助を受けていたが、1905年の死去により、モディリアーニのパリ移住は先延ばしとなる。しかしその年の暮れに母が資金を与え、ついにパリへ向かう。

### パリ時代
1906年1月、パリへ移住。アカデミー・コラロッシに入学。
モンマルトルのコランクール街にアトリエを借り活動を始める。そこはアパート洗濯船に近く、モンマルトルの画家たちと知り合う。この頃、パブロ・ピカソ、ギヨーム・アポリネール、アンドレ・ドラン、ディエゴ・リベラらと交流を結ぶ。
1907年末、サロン・ドートンヌに出品するが、同所の回顧展でポール・セザンヌを知り、強い衝撃を受ける。なお、同サロンには1912年にも出品している。また同じ頃、医学研修生のポール・アレクサンドルの勧めで、サロン・デ・サンデパンダンに入会する。
アレクサンドルはモディリアーニの絵画をパリで最初に購入した人物である。アンデパンダン展には第24回展（1908年）、第26回展（1910年）、第26回展（1911年）と出品している。しかし当時の評価は低く、ごく少数の新聞に他の作家と共に名が載った程度であり、また作品も売価を大幅に値引かないと売れない状況だった。
なお、彼の死後の1926年の回顧展では新聞は高く評価し、例えば肖像画は3万5千フランで売れたことが記録されている。
1909年、モンパルナスに移る。ここでルーマニア出身の彫刻家、コンスタンティン・ブランクーシと交流する。また、この時期に彼は彫刻に没頭し、1915年頃まではアフリカ、オセアニア、アジア、中世ヨーロッパなどの民族美術に影響を受けた彫刻作品を主に作っていた。
資金不足と健康の悪化による体力不足などの理由により、途中で断念せざるを得なかったが、その間に残した一連のスケッチからは、後の作品の特徴であるフォルムの単純化の過程を知ることができる。

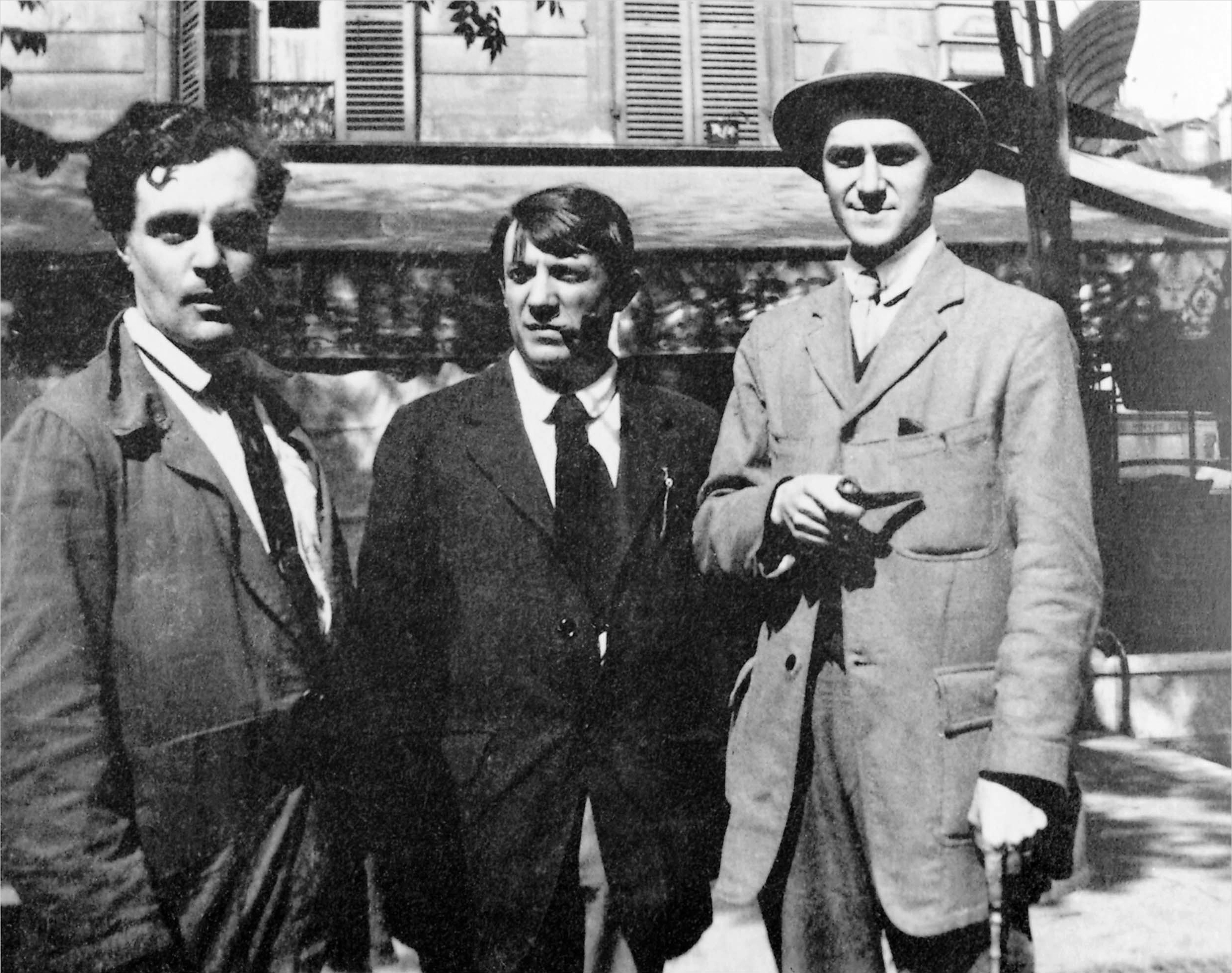
左からモディリアーニ、ピカソ、アンドレ・サルモン（1916年8月12日パリ）

1914年、パリでも著名な画商であったポール・ギヨームと知り合い、ギヨーム本人や友人のマックス・ジャコブの勧めもあって、1915年頃から絵画に専念し、画業を始める。
当時シャイム・スーティン、藤田嗣治、モーリス・ユトリロとも交友関係にあった。
1914年7月、英国人女性のベアトリス・ヘイスティングスと知り合い、2年間交際する。
同じ頃、第一次世界大戦が勃発し、モディリアーニは病弱なため兵役は不適格となった一方、長く親交のあったポール・アレクサンドルは召集されてしまい、その後は出会うことはなくなる。
1916年には、ポーランド人画商のレオポルド・ズボロフスキーと専属契約を結び、絵をすべて引き取る代わりに、画材などを提供してもらっている。また、同年、シモーヌ・ティローを愛人とするが、翌年別れる。

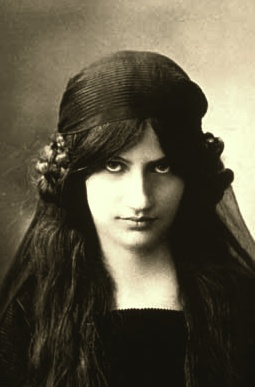
ジャンヌ・エビュテルヌ

1917年3月、アカデミー・コラロッシでジャンヌ・エビュテルヌと知り合い、同棲を始める。
12月、生前唯一となる個展を開催したが、警察を巻き込む騒動となる。
1918年、転地療養のためニースに滞在する。同年11月29日、母親と同じ名前である長女ジャンヌが誕生。
1919年7月にはジャンヌ・エビュテルヌに結婚を誓約している。しかし、貧困と生来患っていた肺結核に苦しみ、大量の飲酒、薬物依存などの不摂生で荒廃した生活の末、1920年1月24日、結核性髄膜炎により死亡した。35歳没。
ジャンヌもモディリアーニの死の翌日、後を追って自宅のあるアパルトマンから飛び降り自殺した。この時、妊娠8ヶ月だったという。
ジャンヌの遺族の反対もあり、2人の遺骸は10年後になってようやくパリのペール・ラシェーズ墓地に一緒に埋葬された。

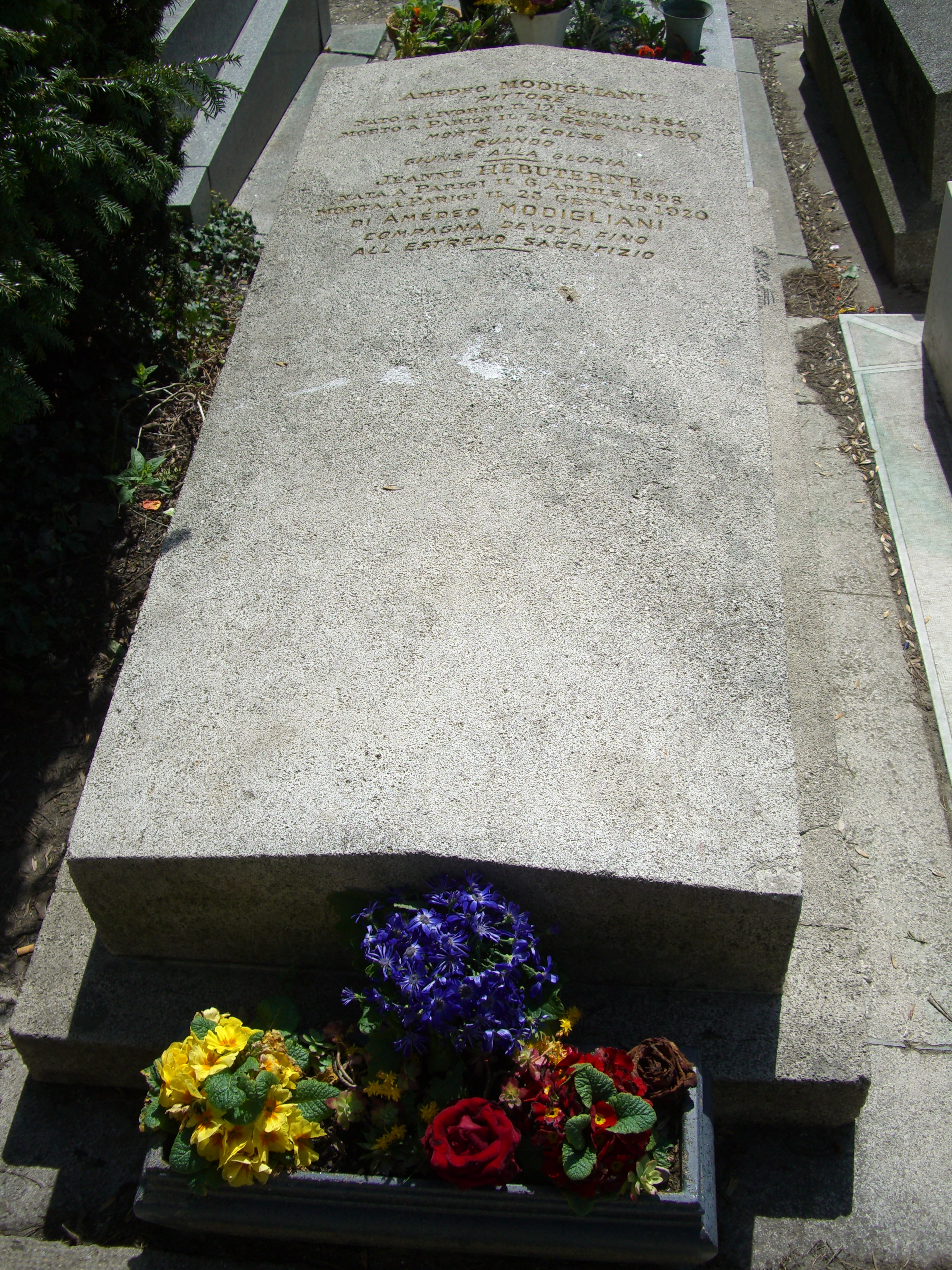
ペール・ラシェーズ墓地にあるモディリアーニとジャンヌの墓石

## 作風
モディリアーニ絵画の代表作は、大部分が1916年から1919年の間に集中して制作されている。
ほとんどは油彩の肖像と裸婦であり（風景は4点、静物はなし）、顔と首が異様に長いプロポーションで目には瞳を描き込まないことが多いなど、特異な表現をとっているが、これは自身の彫刻の影響が指摘されている。
肖像画についてはモデルの心理や画家との関係を表現するが、一方、裸体画については、女性の造形美への関心が表れているのが特徴である。
なお、初期には、ピカソの『青の時代』やポール・セザンヌの影響を受けた絵を制作している。

## 後年の評価
モディリアーニの生涯はジャンヌを含めて半ば伝説化しており、映画化もされている。
- 『モンパルナスの灯』（1958年）　監督：ジャック・ベッケル、主演：ジェラール・フィリップ、フランス映画
- 『モディリアーニ 真実の愛』（2004年）監督：ミック・デイヴィス、主演：アンディ・ガルシア、6カ国合作

## エピソード
- モディリアーニはしばしばカフェで臨席した客の似顔絵を描いて、それを半ば無理やり売りつけて得た金を酒代にして夜の街を徘徊していたといわれ、それを身重のジャンヌが一晩中探し回ることもあったという。
ジャンヌの図版評伝に『モディリアーニの恋人』（橋本治・宮下規久朗解説、新潮社〈とんぼの本〉、2008年）ISBN 4106021684。

- 1917年12月3日、ベルト・ヴァイル画廊において生前唯一となる個展を開催したが、裸婦画を出展したのがもとで警察が踏み込む騒ぎとなり、「今すぐこの絵を撤去するかそれとも没収されるかどちらか選べ」と迫られたのは有名なエピソードである。ここから、個展が一日で終了したという説もあるが、実際には該当の裸婦画を撤去することで個展は継続されたようである。

- 1歳2ヶ月で両親に先立たれた一人娘ジャンヌはモディリアーニの姉マルゲリータに引き取られ、フィレンツェで育てられたが、幼少期は両親をめぐる事実を知らされていなかった。後年成人した自らも美術に携わり、ドイツ表現主義やエコール・ド・パリ、ゴッホなどの研究を経て、父モディリアーニを研究し1958年に下記を刊行。1984年に死去した。
訳書は、ジャンヌ・モディリアーニ『モディリアニ 人と神話』（矢内原伊作訳、みすず書房、1961年、新版1978年）ISBN 4622015714。

- 2016年4月に流出されたパナマ文書によって、第二次世界大戦の最中にナチス・ドイツに略奪されたと見られるモディリアーニの絵、『杖を突いて座る男』(en:Seated Man with a Cane)の所有者が特定され、スイスのジュネーブで押収された[5]。

- もともと日本で所有されていた『髪をほどいた横たわる裸婦』は国外流出を防ぐ目的もあり、1989年に大阪市が19億3千万円で購入、現在大阪中之島美術館で所蔵している。日本で所有する唯一のモディリアーニの裸婦画で、多額の税金で購入することには、当時は批判も多かったが、下記のように、現在では同様の作品が200億円前後で取引されている[6]。

- 2018年5月14日、サザビーズの競売に出品された裸婦画が1億5720万ドルで落札された。モディリアーニ作としてはもちろん、サザビーズでの落札額としても過去最高額となった[7]。

## 作品

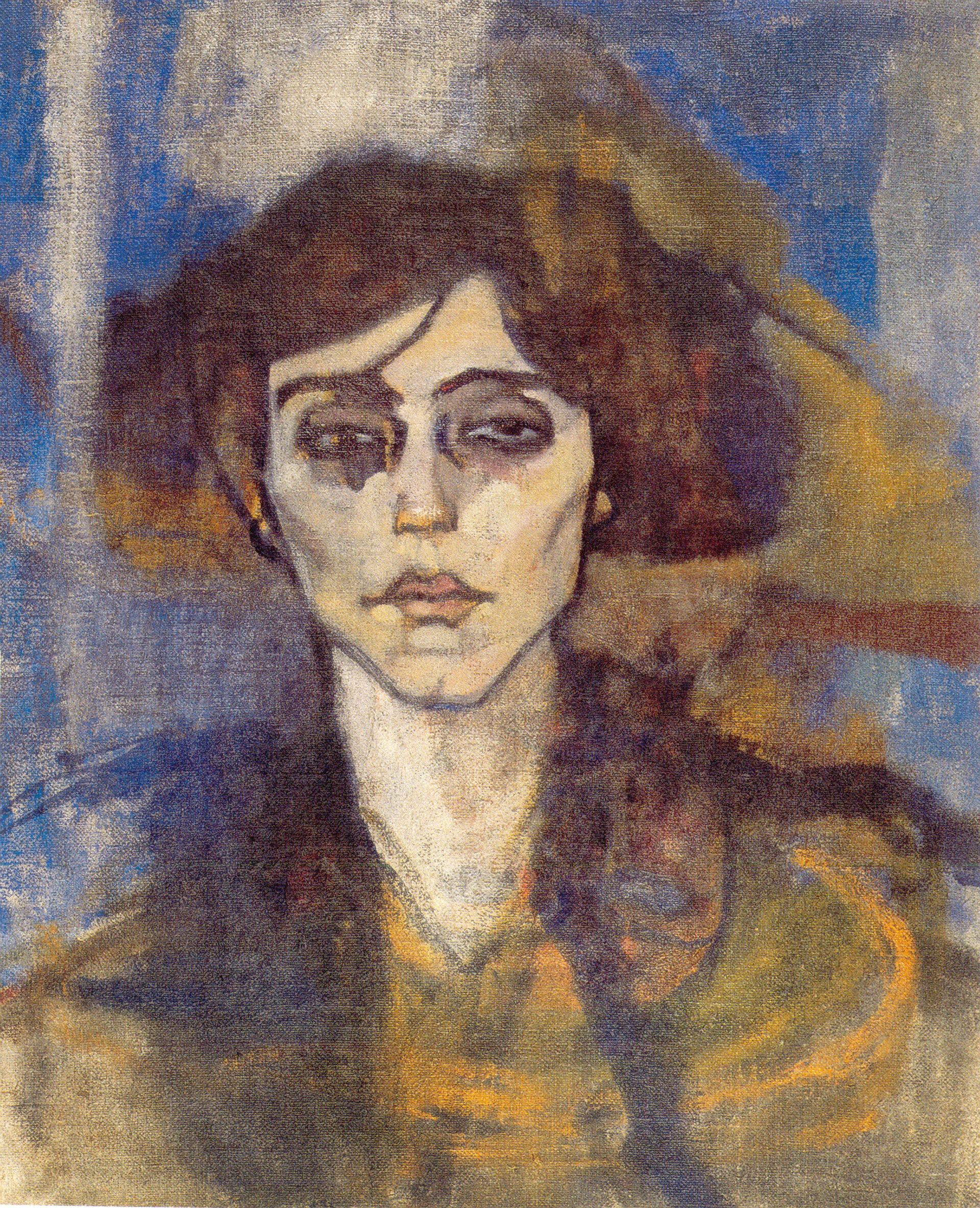
モー・アブランテス（1907-08年、ハイファ大学付属ヘヒト博物館蔵）
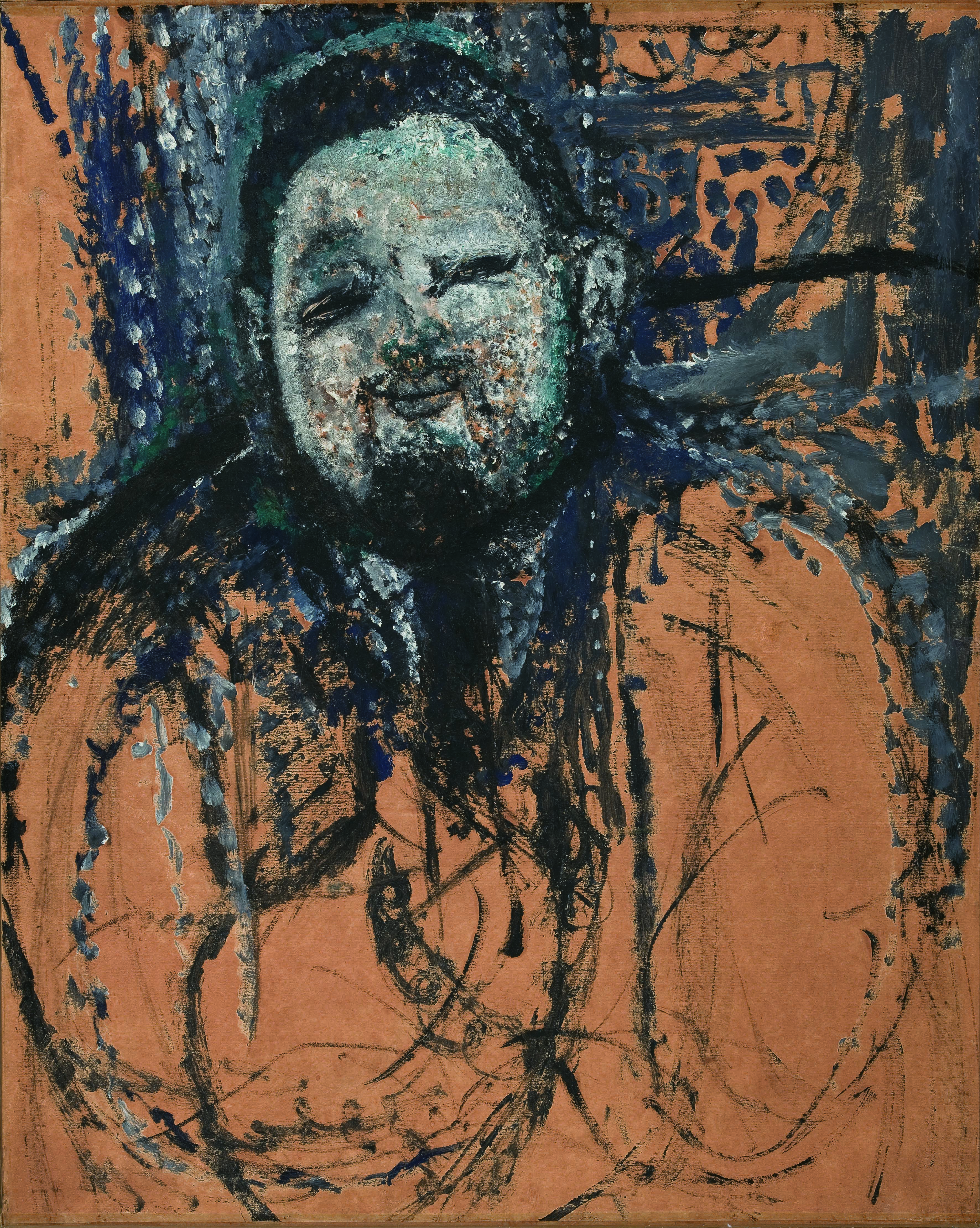
ポール・ギヨームの肖像（1915年、オランジュリー美術館蔵）
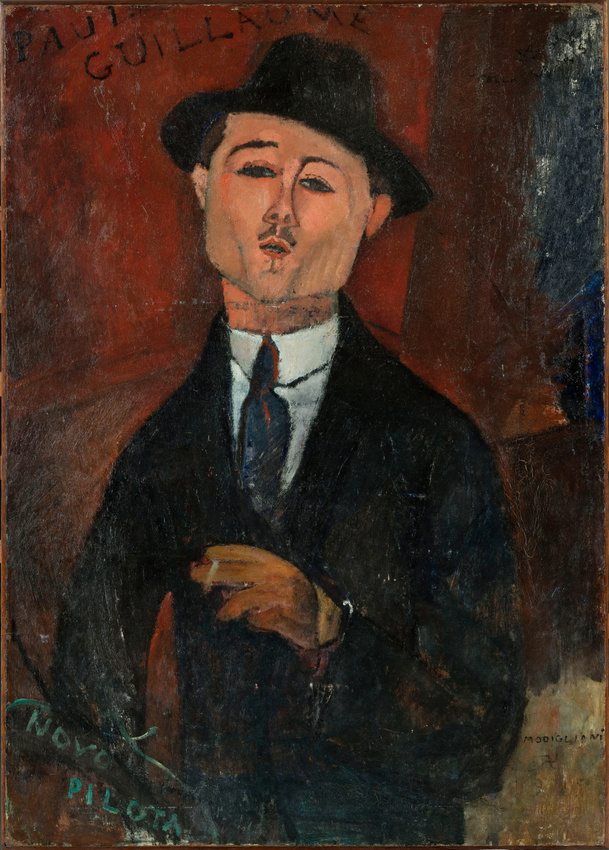
新郎と新婦（1915年、ニューヨーク近代美術館蔵）
- モイズ・キスリングの肖像（1915年、ブレラ美術館蔵）
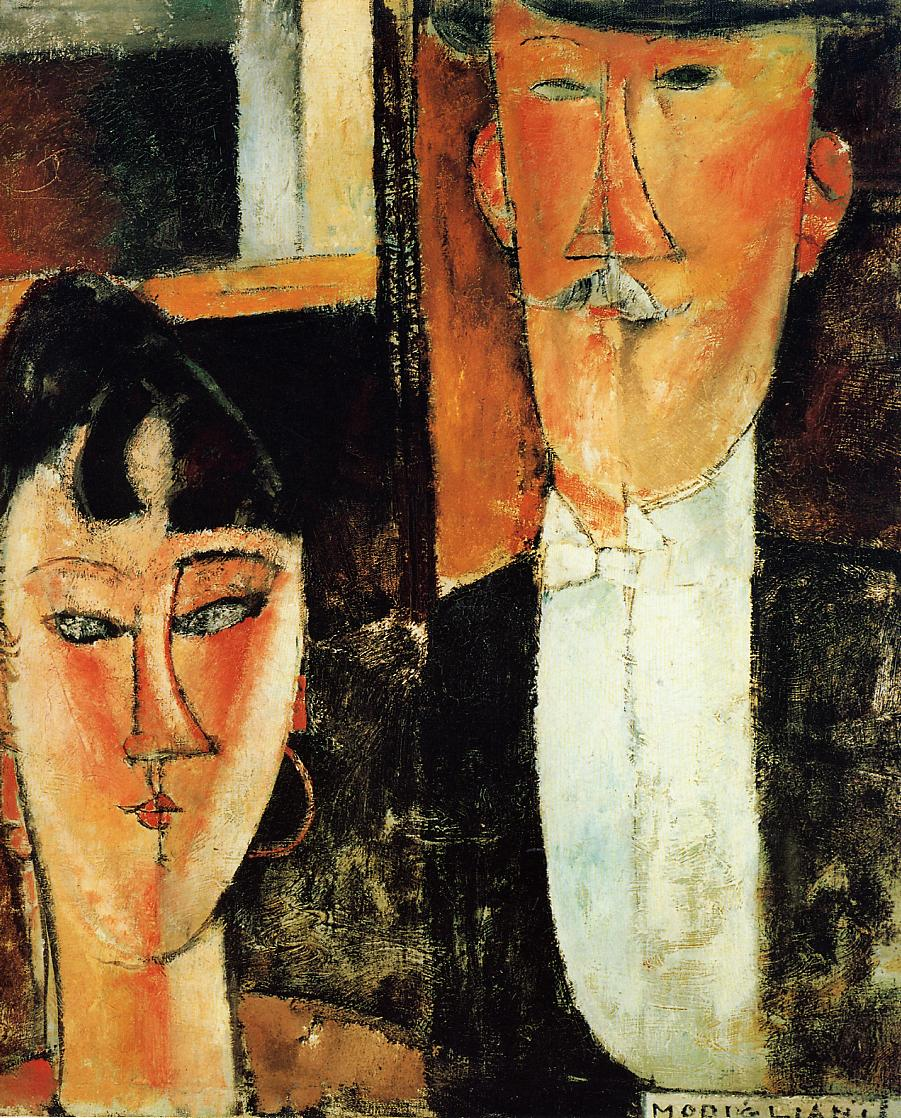
ジャック・リプシッツとその妻（1916年、シカゴ美術館蔵）
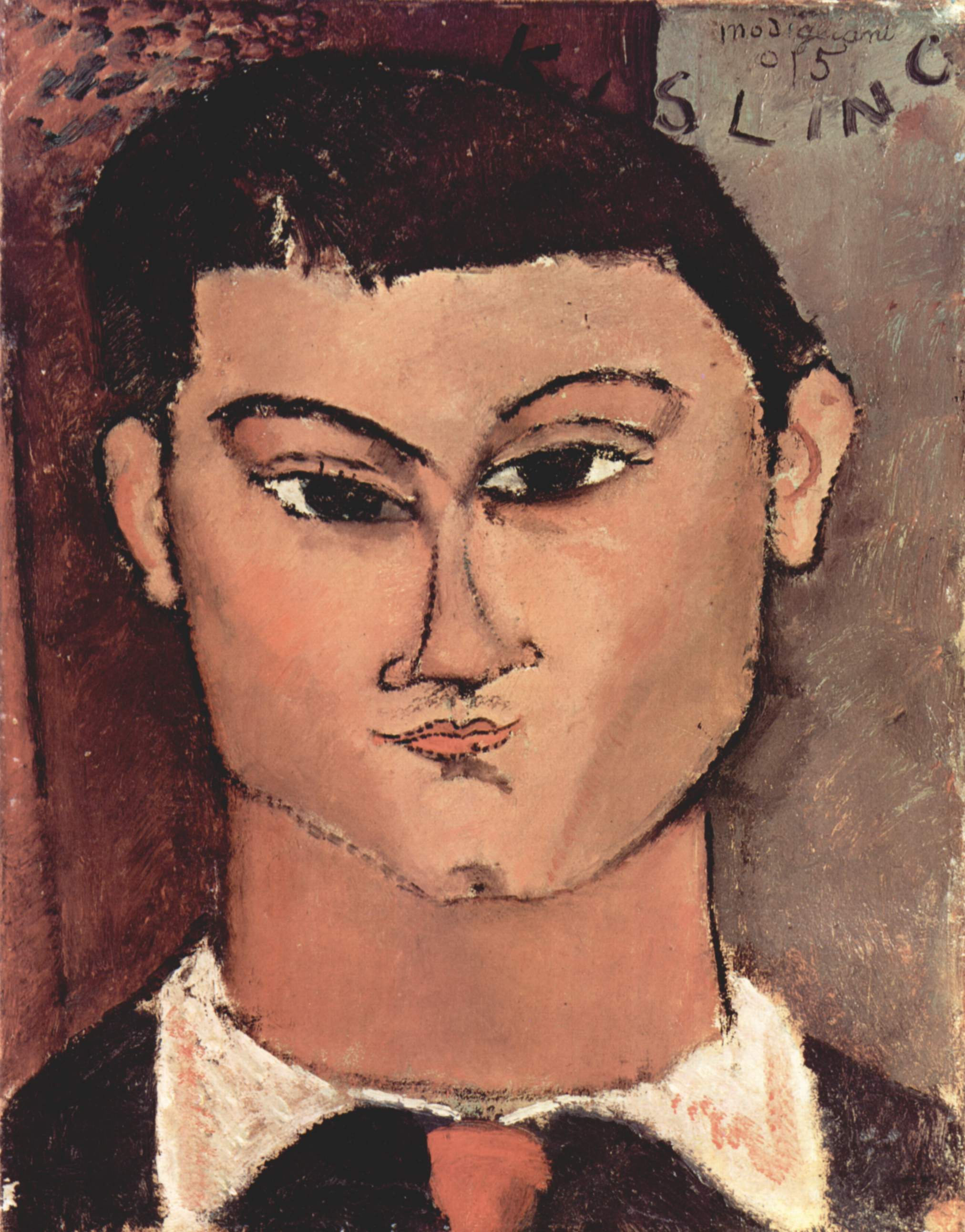
ベアトリス・ヘースティングスの肖像（1916年、ジョン・C・ホワイトヘッド・コレクション）
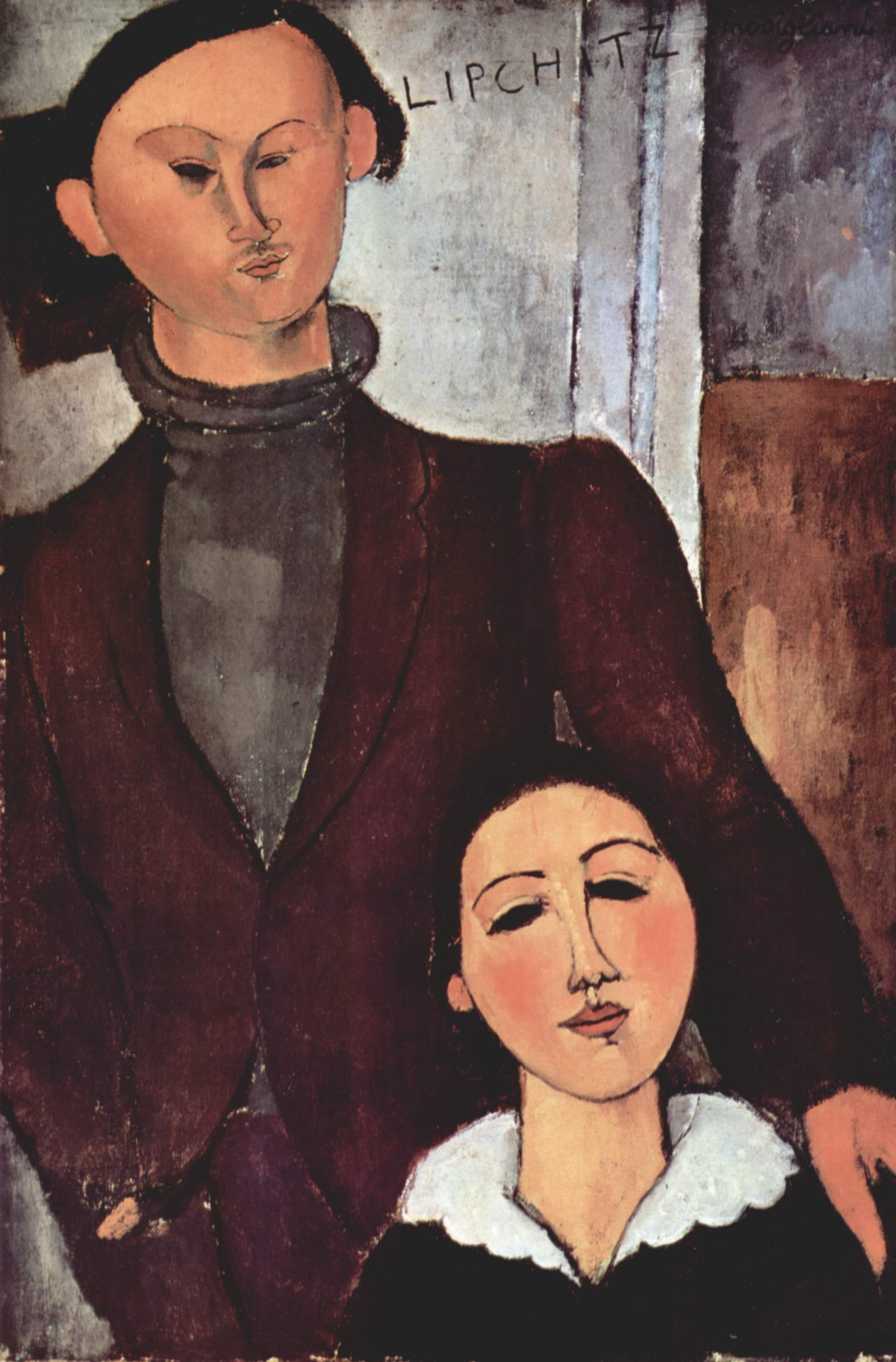
シャイム・スーティンの肖像（1916年、ナショナル・ギャラリー蔵）
- 裸婦（1916年頃、コートルード・ギャラリー蔵）
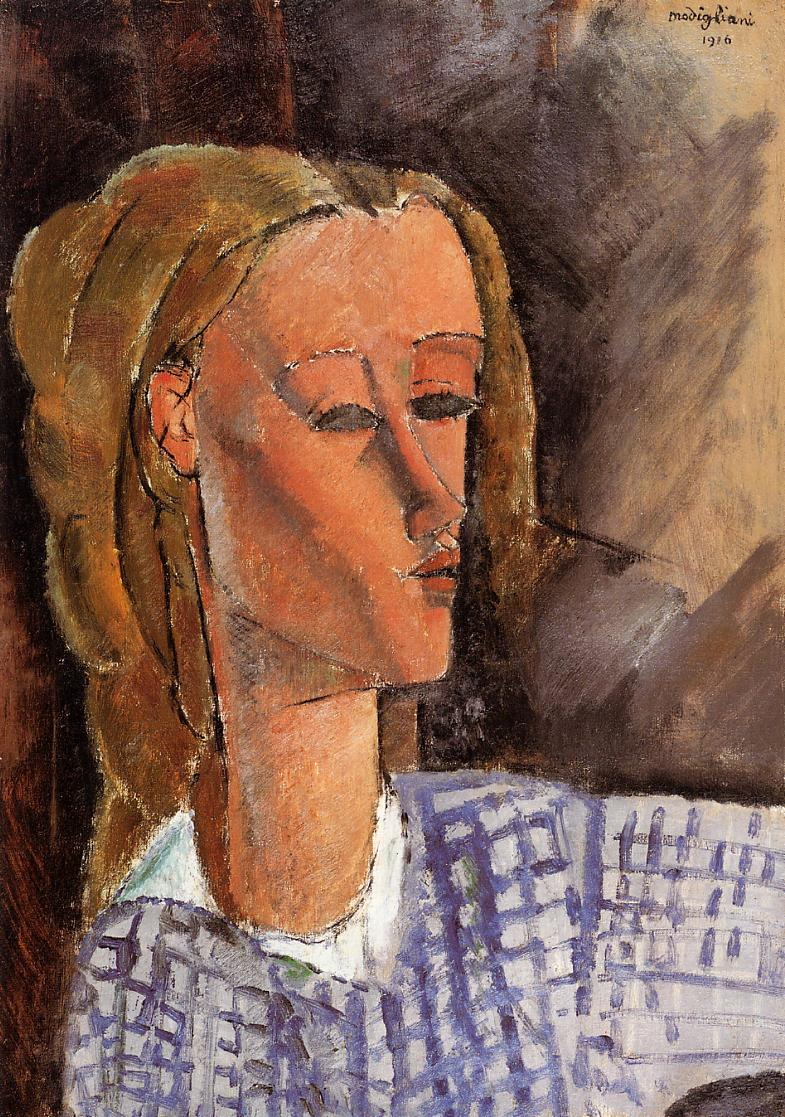
マダム・キスリングの肖像（1917年、ナショナル・ギャラリー蔵）
- 背中を見せて横たわる裸婦（1917年、バーンズ・コレクション蔵）
- 髪をほどいた横たわる裸婦（1917年、大阪中之島美術館）
- 安楽椅子の上の裸婦（1917年、個人蔵）
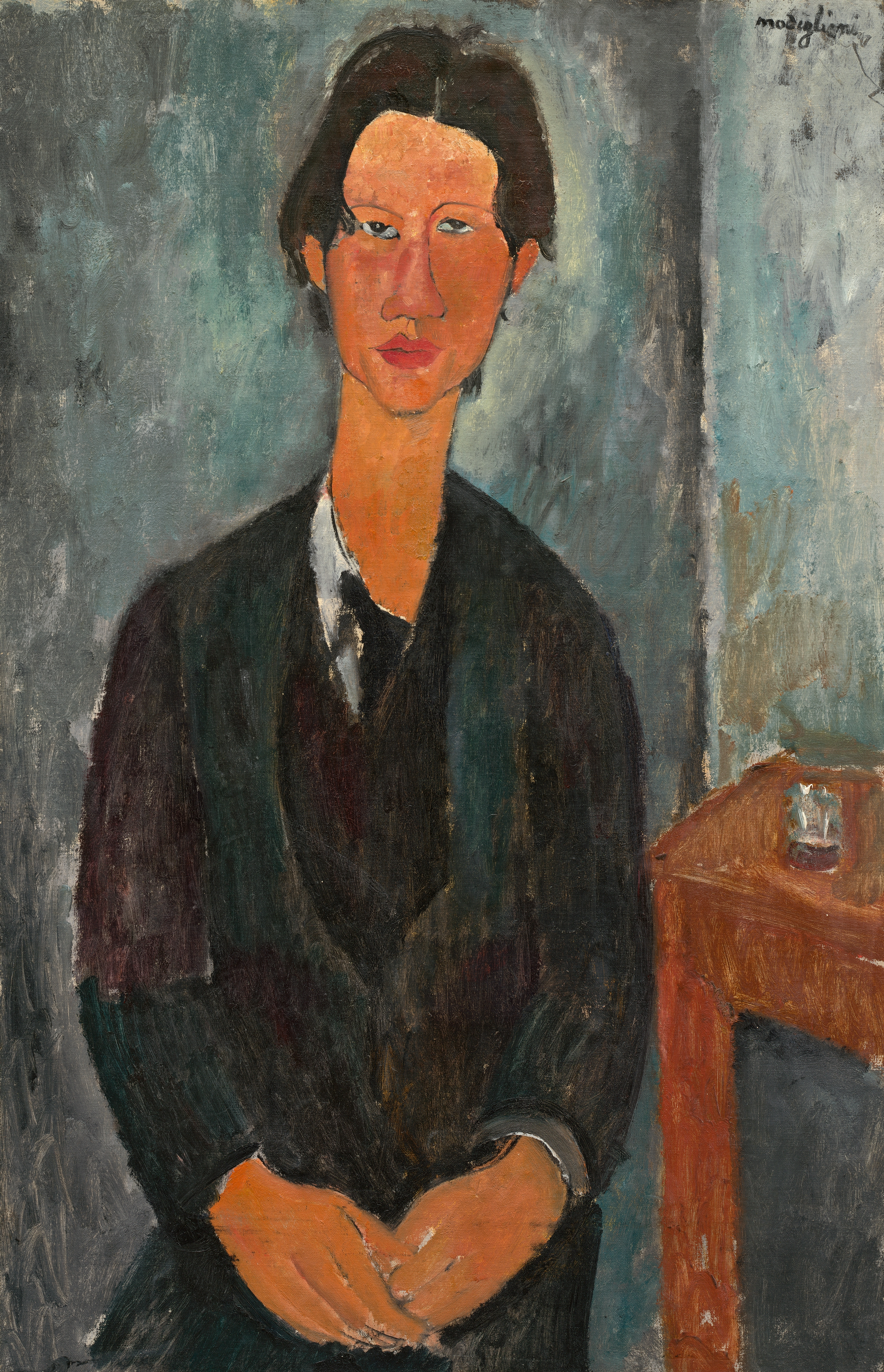
赤い裸婦（1917年、ジャンニ・マッティオーリ・コレクション）
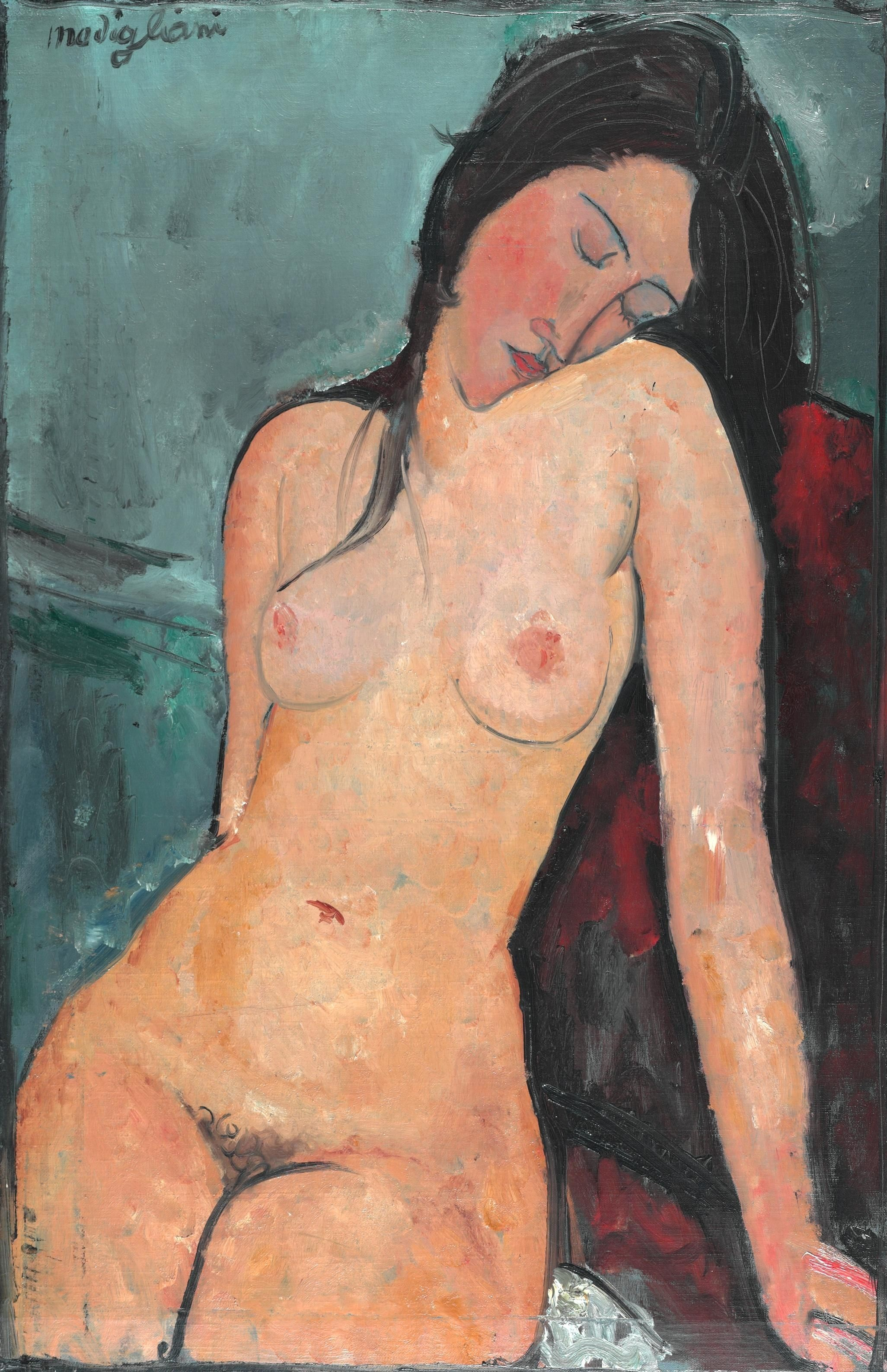
青いクッションの裸婦（1917年、ナショナル・ギャラリー蔵）
- 座る裸婦（1917年、アントワープ王立美術館蔵）
ジャンヌ・エビュテルヌの肖像（1917年、個人蔵）
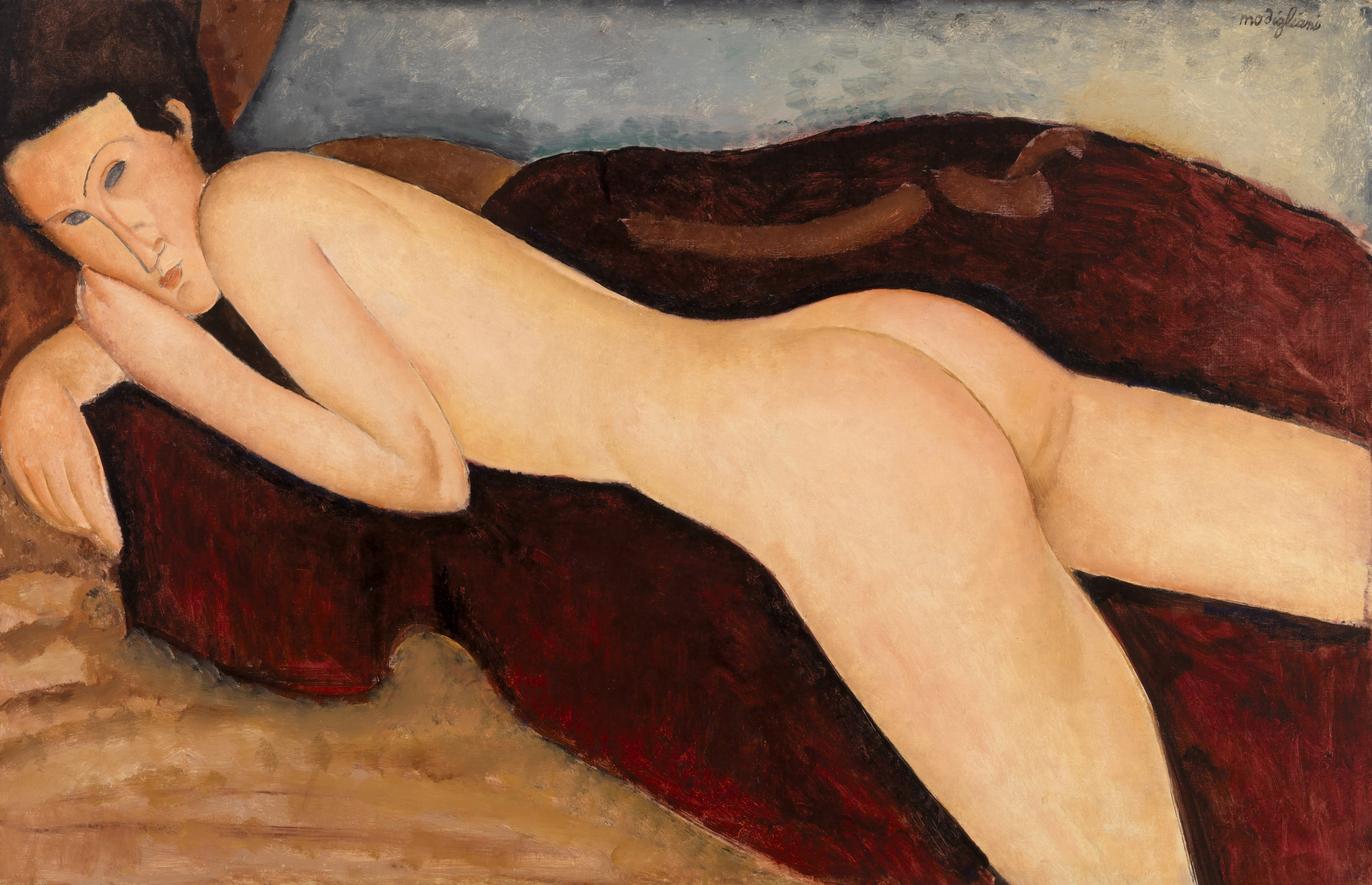
背中を見せて横たわる裸婦（1917年、バーンズ・コレクション蔵）
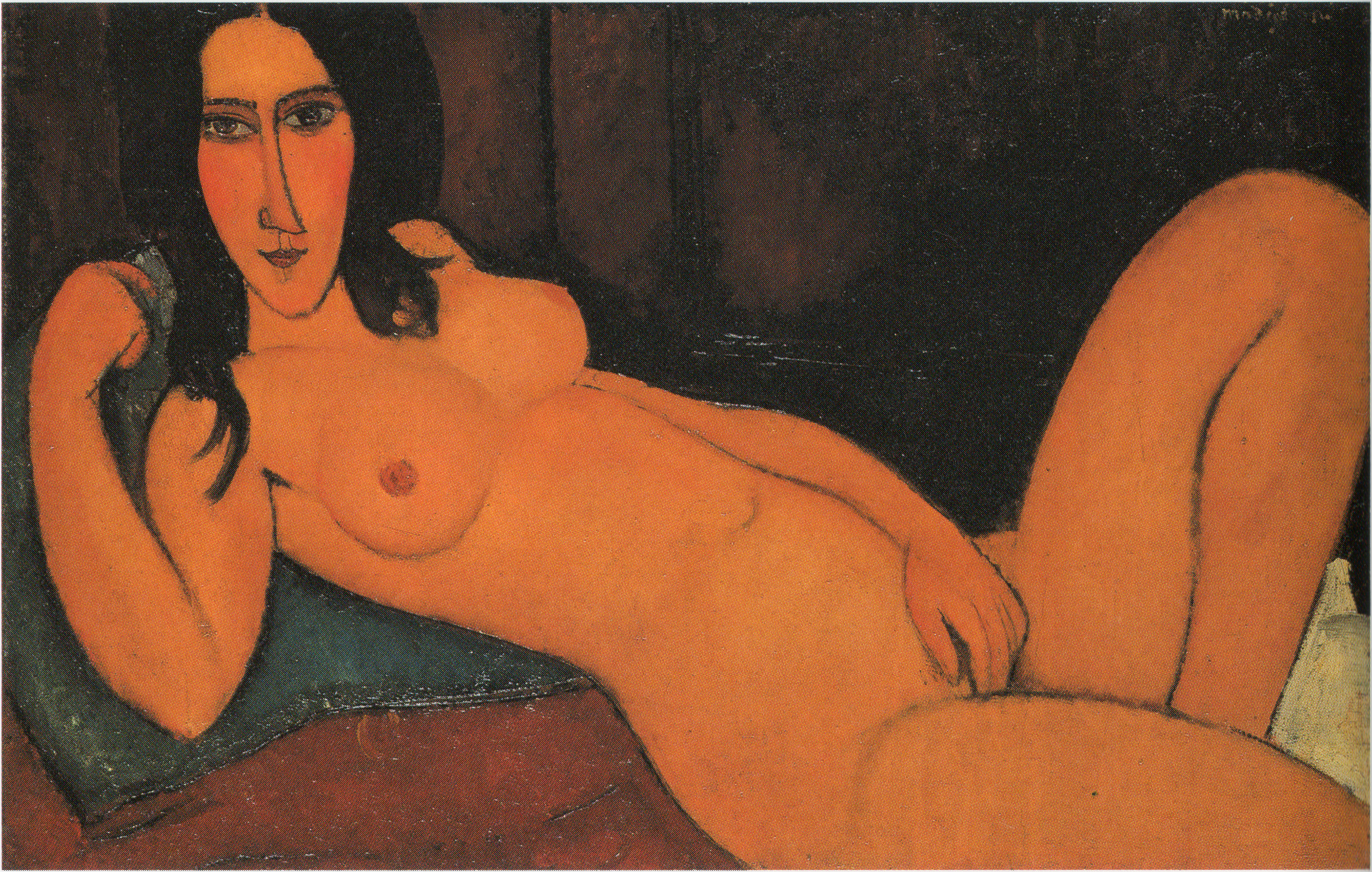
髪をほどいた横たわる裸婦（1917年、大阪中之島美術館）
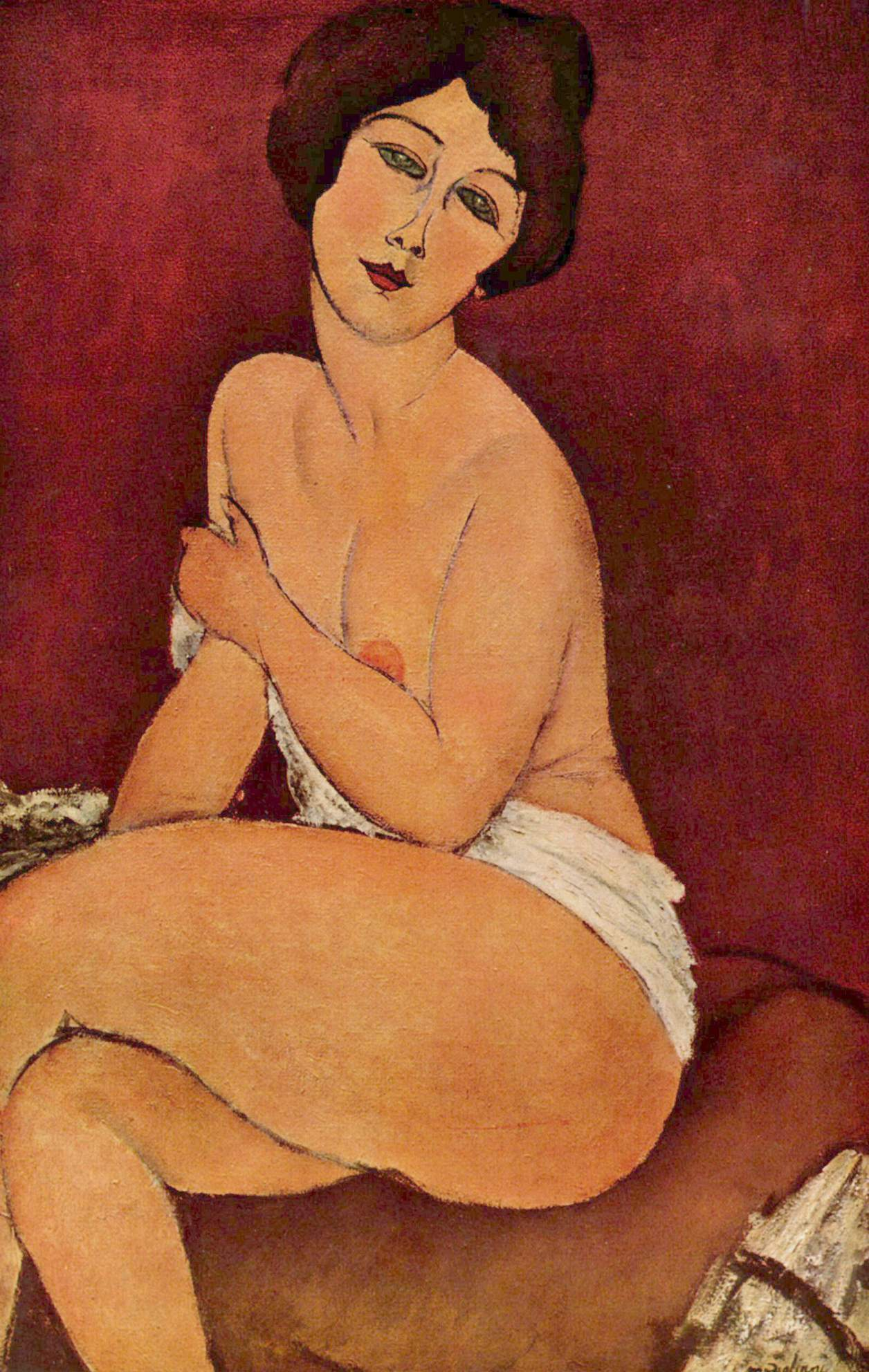
赤毛の若い娘（ジャンヌ・エビュテルヌの肖像）（1918年、個人蔵））
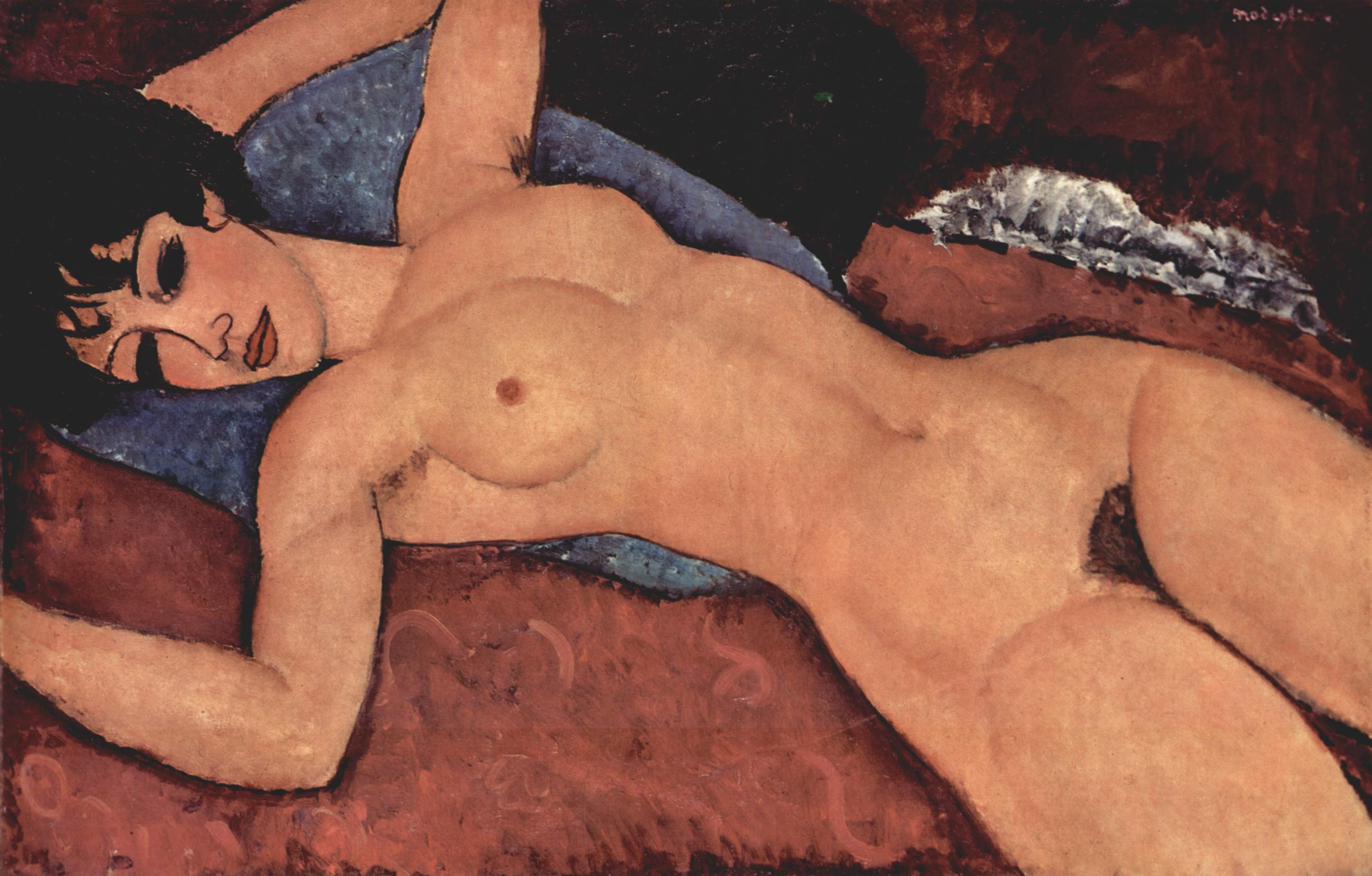
赤い裸婦（1917年、ジャンニ・マッティオーリ・コレクション）

- デディ・ヘイデン（1918年、ポンピドゥー・センター蔵）
- 小さな百姓（1918年、テート・ブリテン蔵）
子供とジプシー女（1919年、ナショナル・ギャラリー蔵）
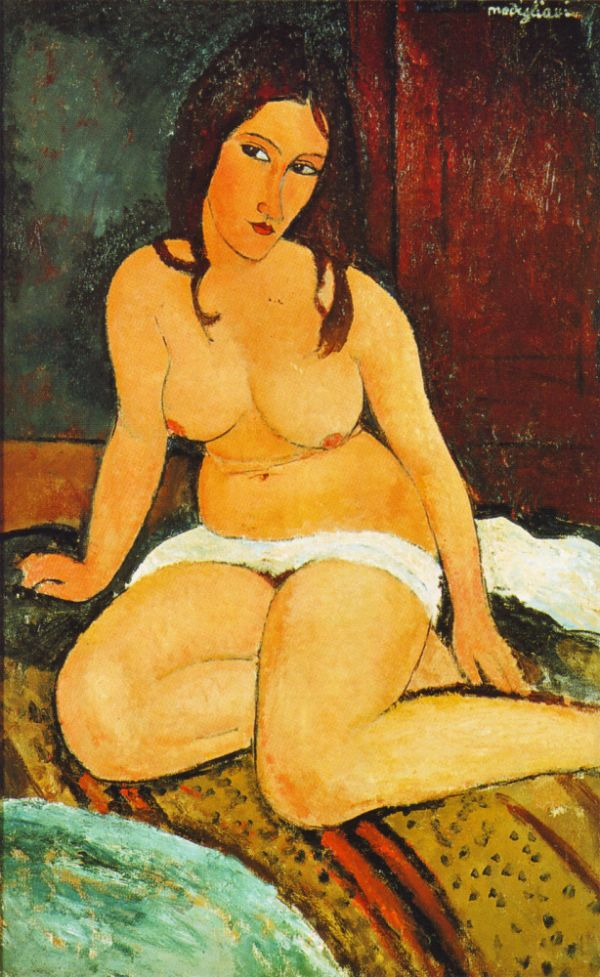
自画像（1919年、サンパウロ大学現代美術館蔵）
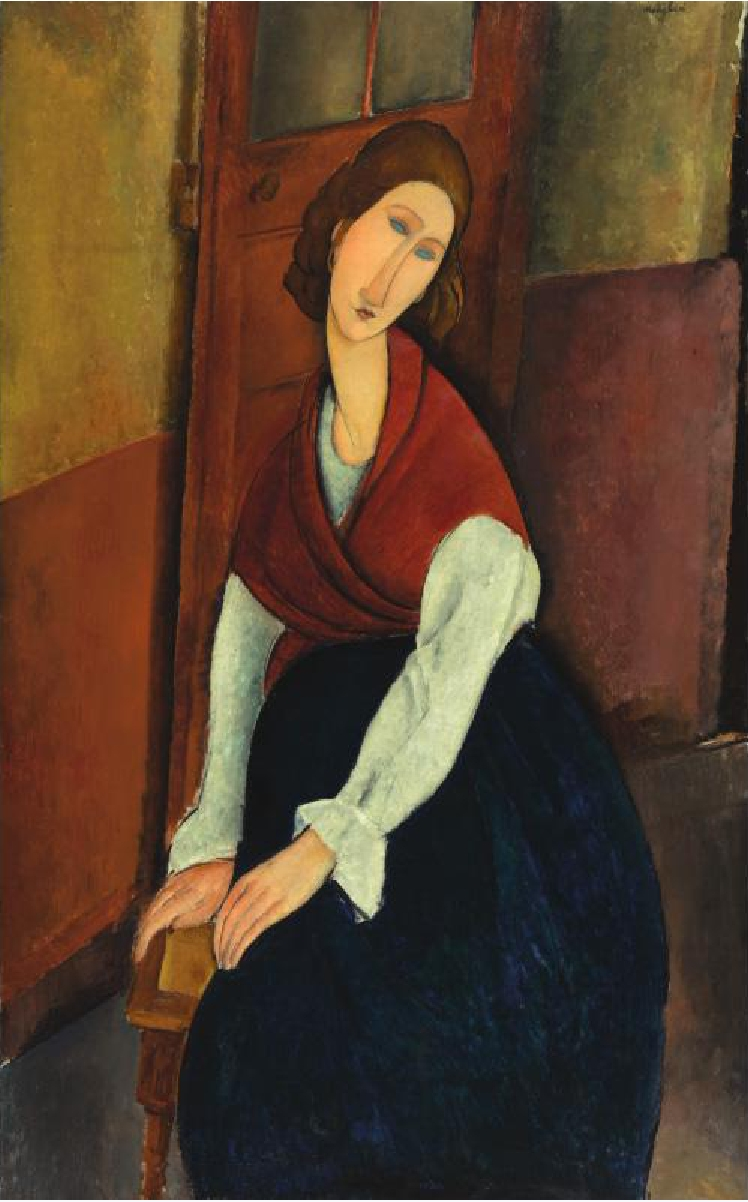
ジャンヌ・エビュテルヌの肖像（1917年、個人蔵）
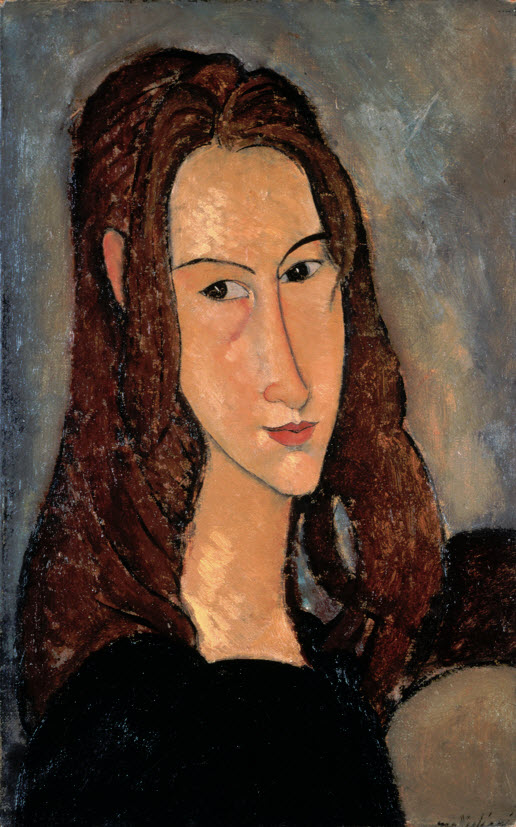
赤毛の若い娘（ジャンヌ・エビュテルヌの肖像）（1918年、個人蔵））
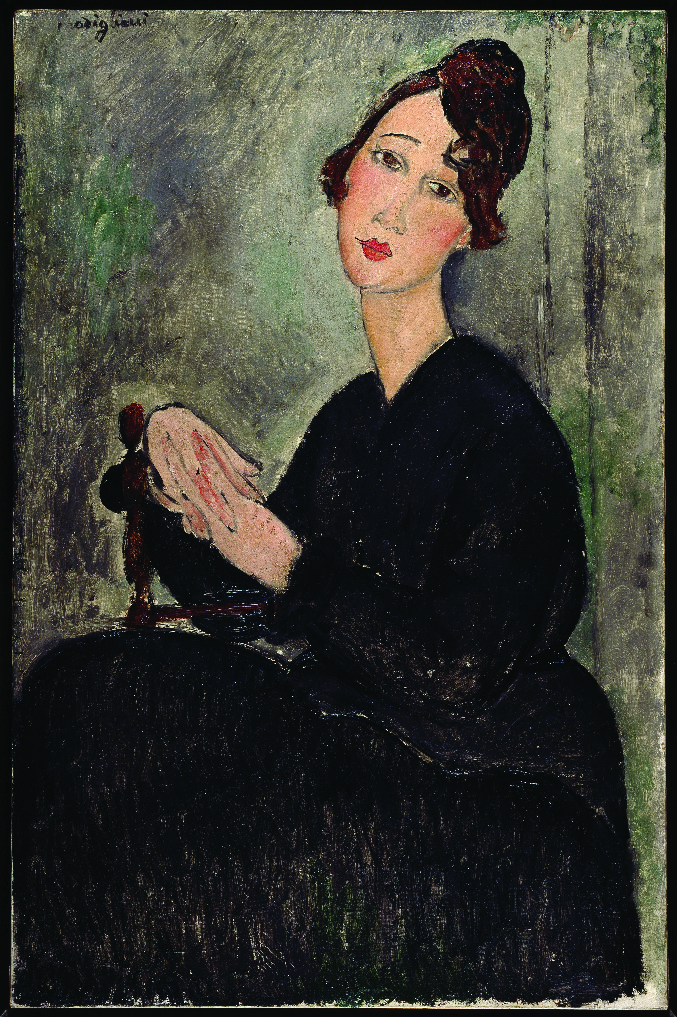
デディ・ヘイデン（1918年、ポンピドゥー・センター蔵）
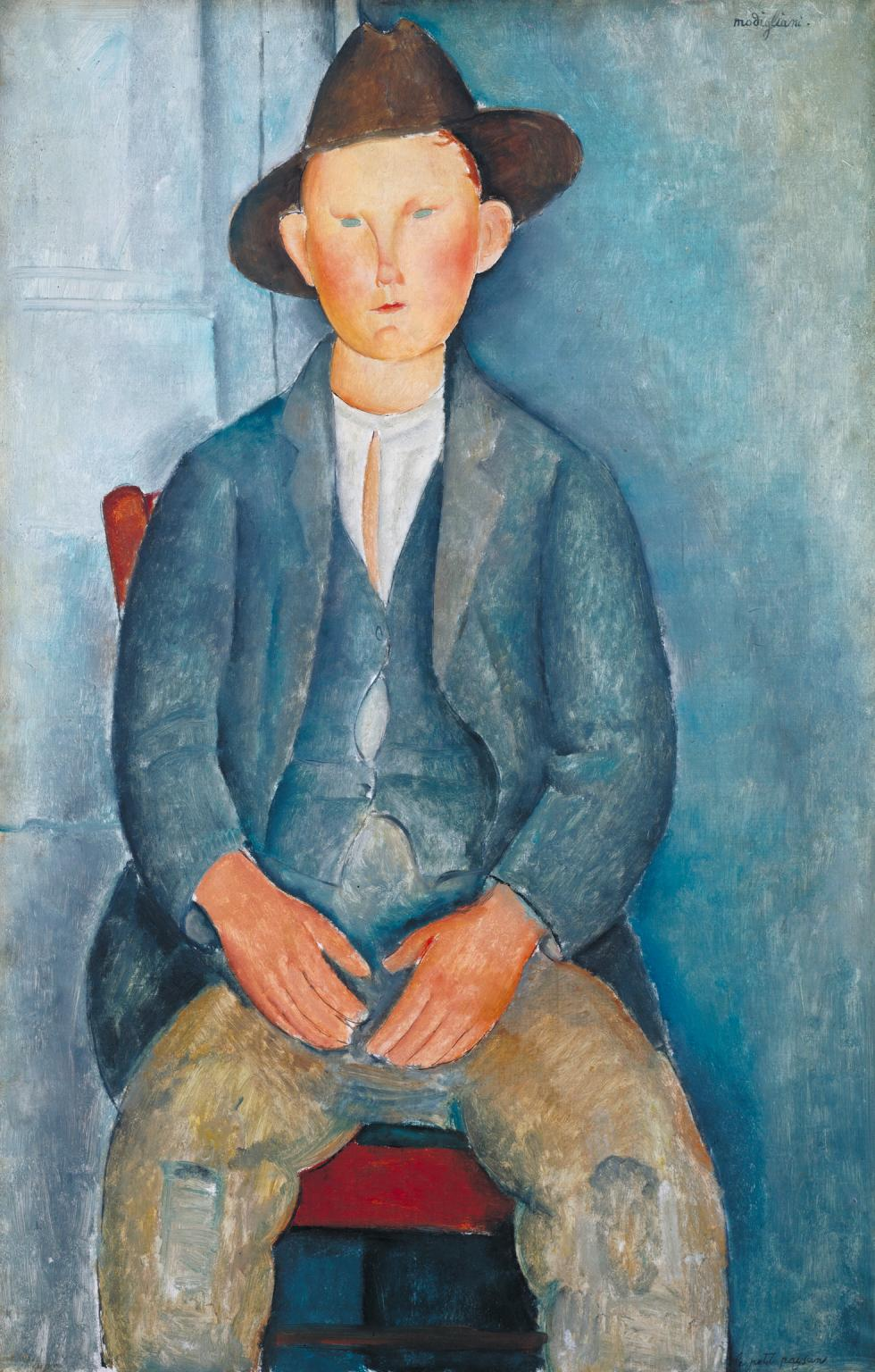
小さな百姓（1918年、テート・ブリテン蔵）
子供とジプシー女（1919年、ナショナル・ギャラリー蔵）
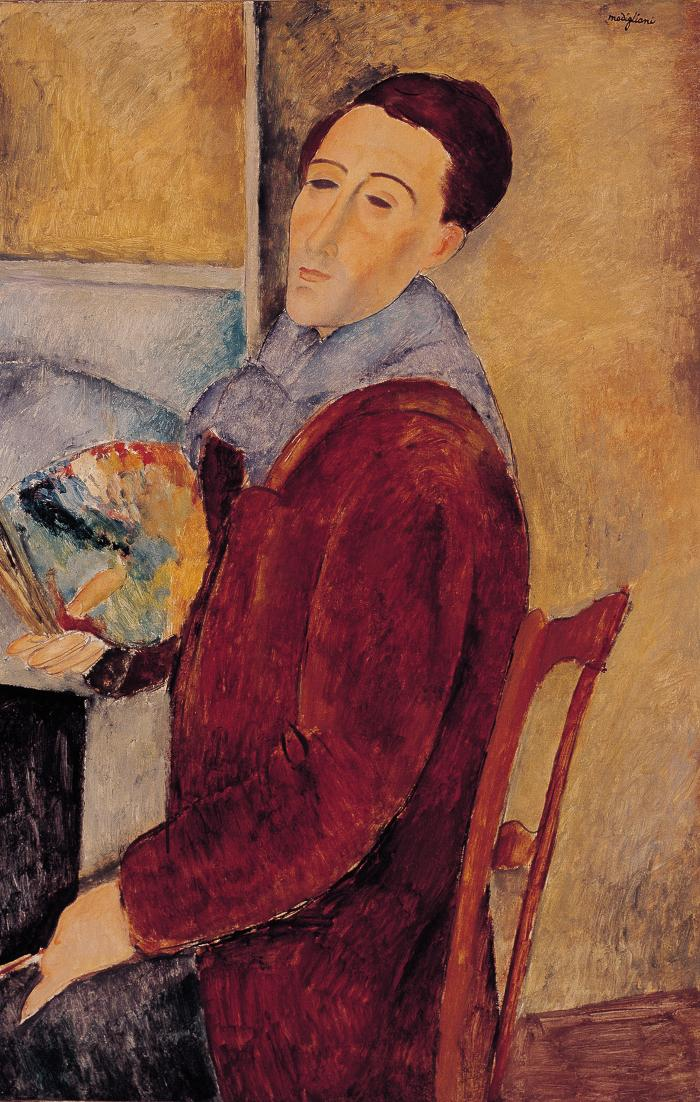
自画像（1919年、サンパウロ大学現代美術館蔵）

## 上記以外の代表作
| タイトル                                 | 制作年 | 技法・素材       | サイズ（cm） | 所蔵先                         | 備考                                                                                        |
| ---------------------------------------- | ------ | ---------------- | ------------ | ------------------------------ | ------------------------------------------------------------------------------------------- |
| 若い女性の胸像（帽子の女）               | 1908年 | 油彩・キャンバス | 57x55        | リール近代美術館               |                                                                                             |
| チェリスト                               | 1910年 |                  | 130x81       | Galerie Jan Krugier（スイス）  | 1910年のアンデパンダン展に出品した2点のうちの1つ。もう1点の「チェロ弾く男の習作」は個人蔵。 |
| 夢想（フランク・バーティ・ハヴィランド） | 1914年 | 油彩・厚紙       | 62.2x49.4    | ロサンゼルス・カウンティ美術館 |                                                                                             |
| 座る裸婦                                 | 1916年 | 油彩・キャンバス | 92x60        | コートールド・ギャラリー       |                                                                                             |
| カーニュ＝シュル＝メールの木と家         | 1919年 | 油彩・キャンバス | 55x46        | 個人蔵                         | 4点しかない風景画のうちの1点                                                                |

## 日本にある作品
| タイトル                                 | 制作年      | 技法・素材          | サイズ（cm）   | 所蔵先                       | 備考                                                                             |
| ---------------------------------------- | ----------- | ------------------- | -------------- | ---------------------------- | -------------------------------------------------------------------------------- |
| ポール・アレクサンドル博士               | 1909年      | 油彩・キャンバス    | 100.5x81.5     | 東京富士美術館               | モディリアーニは5点アレクサンドルの肖像を描いている。                            |
| ポール・アレクサンドル博士の肖像         | 1909年      | 油彩・キャンバス    | 100x81         | ヤマザキマザック美術館       |                                                                                  |
| 青いブラウスの婦人像                     | 1910年頃    | 油彩・キャンバス    | 80.7x54.2      | ひろしま美術館               |                                                                                  |
| 立てる裸婦（カリアティードのための習作） | 1911-12年頃 |                     |                | 名古屋市美術館               |                                                                                  |
| カリアティード                           | 1911-12年   | 油彩・キャンバス 板 | 87.5x67.0      | 愛知県美術館                 |                                                                                  |
| 頭部像                                   | 1911-12年頃 | ブロンズ            | 72.0x22.8x30.0 | ひろしま美術館               |                                                                                  |
| ベアトリス・ヘイスティング               | 1915年      |                     |                | 京都国立近代美術館（寄託）   |                                                                                  |
| イタリアの娘                             | 1916年      | 油彩                | 40.9x32.8      | 和泉市久保惣記念美術館       |                                                                                  |
| 婦人像（C.D.夫人）                       | 1916年頃    | 油彩・板            | 79.5x48.5      | ポーラ美術館                 |                                                                                  |
| 若い女の胸像（マーサ嬢）                 | 1916-17年頃 |                     |                | 松岡美術館                   |                                                                                  |
| ルニア・チェホフスカの肖像               | 1917年      | 油彩・キャンバス    | 72.8x45.0      | ポーラ美術館                 | 類作がサンパウロ美術館に所蔵。                                                   |
| ルネ                                     | 1917年      | 油彩・キャンバス    | 61.1x50.2      | ポーラ美術館                 |                                                                                  |
| 髪をほどいた横たわる裸婦                 | 1917年      | 油彩・キャンバス    | 60.0x92.2      | 大阪中之島美術館             |                                                                                  |
| 首飾りの女                               | 1917年      | 油彩・キャンバス    | 65.0x50.0      | イセ文化基金                 |                                                                                  |
| 若き農夫の肖像                           | 1918年      |                     |                | ブリヂストン美術館           |                                                                                  |
| 少女の肖像（ジャンヌ・ユゲット）         | 1918年      | 油彩・キャンバス    | 91.5x60.5      | アサヒビール大山崎山荘美術館 |                                                                                  |
| ジャンヌ・エビュテルヌの肖像             | 1918年      |                     |                | 大原美術館                   |                                                                                  |
| 赤毛の女                                 | 1918年      | 油彩・キャンバス    | 56.0x39.2      | 長島美術館                   |                                                                                  |
| おさげ髪の少女                           | 1918年頃    |                     |                | 名古屋市美術館               |                                                                                  |
| フジタの肖像                             | 1919年      | 鉛筆・紙            | 48.5x20.0      | 北海道立近代美術館           | 親交のあった藤田嗣治を描いたデッサン。藤田は生涯このデッサンを大切にしたという。 |
| 青男の肖像                               | 1919年      | 油彩・キャンバス    | 99.0x65.0      | ひろしま美術館               |                                                                                  |
| ルニア・チェホフスカの肖像               | 1919年      | 油彩・カルトン      | 54.5x45.8      | ユニマットホールディング     |                                                                                  |
| ニースの歌姫                             | 1919年頃    |                     |                | 鎌倉大谷記念美術館           |                                                                                  |

## 参考資料
- 『モディリアーニ　ヴァヴァン・25人の画家 第14巻』 酒井忠康編著、講談社、新装版1995年5月。ISBN 4-06-254764-3
- ピエール・デュリュー『モディリアニ　岩波 世界の巨匠』 清水敏男訳、岩波書店、1996年1月。ISBN 4-00-00-8325-2
- アネッテ・クルシンスキー『アメデオ・モディリアニ 裸婦と肖像』 諸川春樹訳、「岩波アート・ライブラリー」岩波書店、2010年1月。ISBN 978-4-00-008988-3
- アルフレッド・ヴェルナー解説『モディリアニ　ギャラリー世界の巨匠』 宇佐見英治訳、美術出版社、新版1990年

展覧会図録
- 匠秀夫監修 『モディリアーニ展』 毎日新聞社、1992年
- 国立新美術館 日本経済新聞社文化事業部ほか編集 『モディリアーニ展』 日本経済新聞社、2008年